# Laghi di Porcile
I laghi di Porcile (da non confondersi con i Laghi di Percile) sono un gruppo di tre laghetti alpini delle Alpi Orobie che si adagiano nella val Lunga, uno dei due rami che formano la val Tartano, che a sua volta è una delle 12 vallate che compongono il Parco delle Orobie Valtellinesi.
Raccolgono prevalentemente acqua piovana e falde provenienti dallo scioglimento delle nevi dei soprastanti monte Cadelle, passo di Porcile, monte Valegino e Valle dei Lupi, e sono collegati tramite un sentierino scosceso al vicino passo di Tartano.

## Accessi

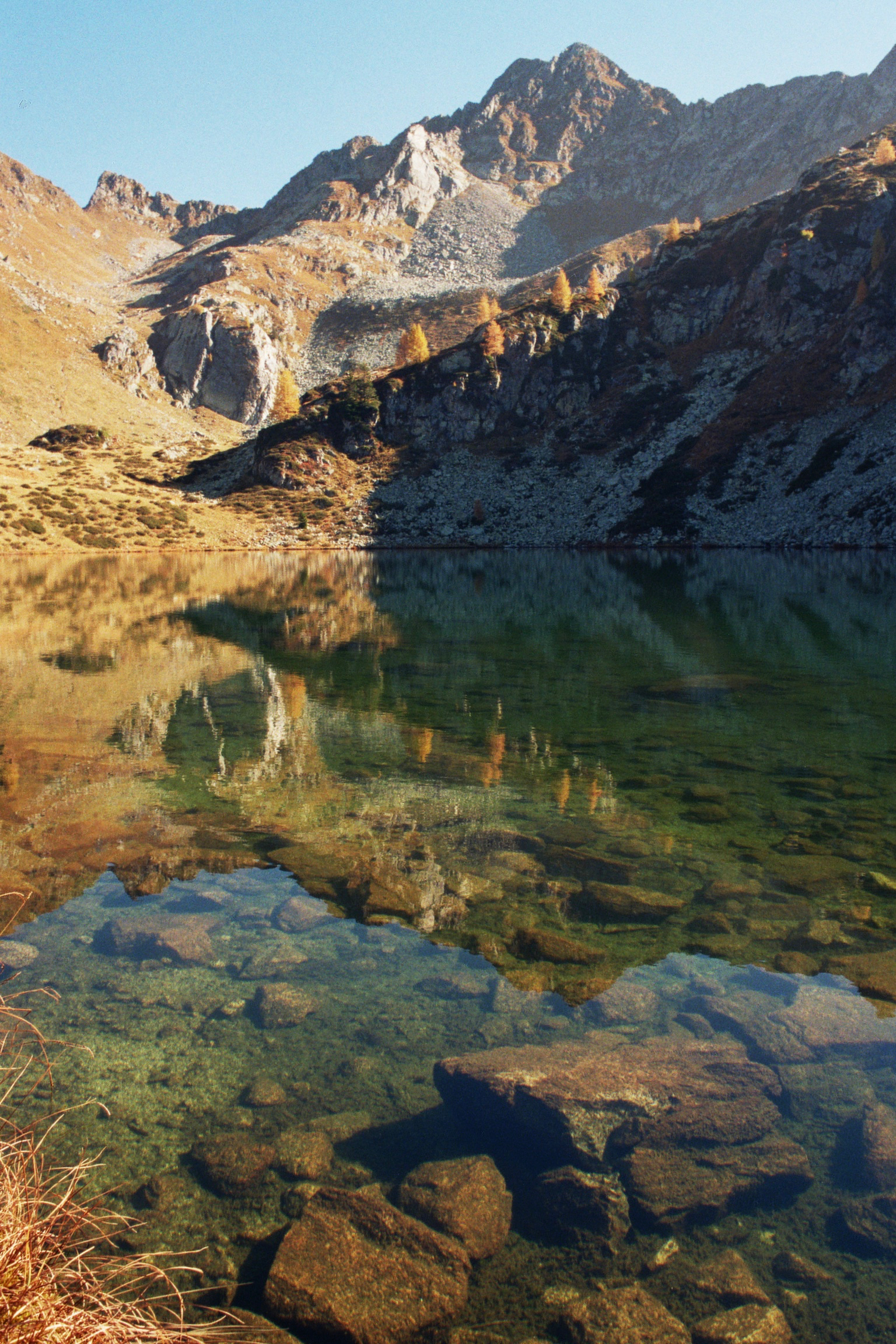
Il monte Cadelle si specchia nelle acque dei laghi

Il sentiero per raggiungere i laghetti dalla val Brembana parte dalla baita del Camoscio, a San Simone (frazione di Valleve). Si prende una carrabile in direzione Est, e si prosegue costeggiando a livello pressoché costante e a semicerchio i piedi delle cime di Lemma. A un chilometro circa dalla partenza la carrozzabile diventa un sentiero che comincia a salire e, dopo aver attraversato un pascolo di bovini, sale a tornantini fino al passo del Tartano. Arrivati al passo si prosegue in direzione est fino al sentiero che scende ripido verso i laghi.
Chi viene da Morbegno in genere arriva in macchina fino a Tartano, e da lì prende un sentiero che, con seicento comodi metri di dislivello, conduce ai laghi.
Per i laghi di Porcile transita la Gran Via delle Orobie, nella tappa che da Arale conduce al rifugio Dordona e prosegue per il rifugio Caprari.